# Heinz Werner Zimmermann
Heinz Werner Zimmermann   (Friburg de Brisgòvia, 11 d'agost de 1930 - Oberursel, 25 de gener de 2022) va ser un compositor alemany, centrat en la música sacra contemporània. Va ser professor de composició a la Spandauer Kirchenmusikschule i a la Universitat de Música i Arts Escèniques de Frankfurt, i va tenir diversos doctorats honoris causa per la Universitat Wittenberg de Springfield, Ohio, EUA, i per la Universitat de Leipzig. És conegut per la música eclesiàstica influenciada pel jazz, com els motets per a cor amb baix pisat.

## Biografia
Zimmermann va néixer a Friburg de Brisgòvia i va rebre la seva primera instrucció de composició de 1946 a 1948 amb Julius Weismann. Va estudiar de 1950 a 1954 al Kirchenmusikalisches Institut Heidelberg (Institut de Música d'Església) a Heidelberg, amb Wolfgang Fortner. Després d'aprovar els seus exàmens al Conservatori de Friburg, supervisat per Harald Genzmer, es va convertir immediatament en el successor de Fortner a Heidelberg. Aquí va mantenir estrets contactes amb el musicòleg Thrasybulos Georgiades, els estudis de ritme i llenguatge del qual van influir més en ell, juntament amb la seva ocupació pels espirituals americans i el jazz.
De 1963 a 1976, Zimmermann va ser director de la Spandauer Kirchenmusikschule (escola de música d'església de Spandau) a Spandau, i després de 1975 a 1996 com a successor de Kurt Hessenberg com a professor de composició a la Universitat de Música i Interpretació de Frankfurt. Arts.

### Vida personal
Zimmermann es va casar amb l’organista Renate Zimmermann. Vivien a Oberursel, on va morir el 25 de gener de 2022, a l'edat de 91 anys.

## Obres
Les obres més conegudes de Zimmermann són els seus motets sagrats amb contrabaix pinçat, els seus salms d'orgue i el seu "Prosalieder". Una de les seves obres principals és la Missa profana que va crear durant 15 anys, ambientada per a un quartet vocal, cor, banda de jazz de Dixieland, cinta i gran orquestra. Completat el 1980, es va estrenar a Minneapolis el 1981. Altres són l'oratori sagrat The Bible of Spirituals, Te Deum i Symphonia sacra. La seva Don-Giovanni-Variationen per a orquestra es va estrenar a Frankfurt el 2020.

## Premis
Entre altres honors, Zimmermann va ser guardonat amb els Premis de Música de Berlín, una beca Villa Massimo el 1965/66, i va rebre el Premi Johann Sebastian Bach de Stuttgart el 1982. La Universitat Americana de Wittenberg a Springfield li va atorgar un doctorat honoris causa, seguit de tres tesis americanes dedicades al seu treball, inclosa una a la Universitat Stanford a Califòrnia. El 2009, va rebre el doctorat honoris causa de la Universitat de Leipzig. El 2012 va rebre l'Orde al Mèrit de la República Federal Alemanya.